# Batalla de Nola (215 a. C.)
La batalla de Nola se libró en el año 215 a. C. entre las fuerzas del general cartaginés Aníbal y una fuerza romana dirigida por Marco Claudio Marcelo en el marco de la segunda guerra púnica. Fue el segundo intento de Aníbal de apoderarse de Nola después de un fracaso del año anterior. Fue de nuevo rechazado, y una vez más, también fracasó el intento del siguiente año.

## Situación inicial
Después de pasar el invierno de 216 a. C. en la ciudad de Capua, que se había rendido a los cartagineses, Aníbal reanudó las acciones militares en el sur de Italia capturando Petelia, Crotona y Locri. Sólo Rhegium seguía fiel a Roma rechazando todos los intentos de Aníbal de conquistar la ciudad.
Alentado por estas victorias, decidió intentar de nuevo la captura de Nola. Primeramente propuso que el Senado de la ciudad le abriera las puertas a cambio de no tomar la ciudad por la fuerza. Al ser rechazada su propuesta rodeó la ciudad preparándose para un ataque general.

## La batalla
Claudio Marcelo estaba preparado y organizó una salida que los cartagineses no esperaban, tomando la iniciativa. Pronto los cartagineses reagruparon filas y la batalla quedó igualada cuando, de repente, estalló una gran tormenta que obligó a los dos ejércitos a abandonar la lucha durante dos días.
El tercer día Aníbal ordenó el saqueo de todos los campos de alrededor de la ciudad y Claudio Marcelo respondió disponiendo las tropas en orden de batalla, oferta que el cartaginés aceptó. De nuevo el choque fue igualado, si bien poco a poco los romanos tomaron ventaja animados por los ciudadanos de Nola hasta el punto de que los cartagineses ordenaron retirada. Claudio Marcelo desistió de perseguirlos y regresó a la seguridad de los muros para alegría de unos ciudadanos que un año antes estaban ansiosos por pasarse de bando.

## Consecuencias
Tres días después de la batalla, 1272 jinetes númides y ibéricos desertaron del campo de Aníbal y se unieron a los romanos luchando al lado de la República hasta el final de la guerra por lo que fueron recompensados con tierras. Aníbal marchó hacia Apulia y acampó en Arpi, pero volvió a intentar el asedio de la ciudad al año siguiente, en la tercera batalla de Nola.